# Michał Jastrzębski (rektor)
Michał Jastrzębski (ur. 27 września 1902 w Jabłonicy Polskiej, zm. 11 lutego 1993 w Przemyślu) – polski ksiądz rzymskokatolicki, rektor i wykładowca Wyższego Seminarium Duchownego w Przemyślu.

## Życiorys
Ukończył Gimnazjum im. J. Słowackiego w Przemyślu. Po ukończeniu Wyższego Seminarium Duchownego w Przemyślu, 26 października 1927 roku otrzymał święcenia kapłańskie z rąk bpa Anatola Nowaka. W latach 1927–1928 był wikariuszem w Iwoniczu. W latach 1928–1932 studiował na Papieskim Uniwersytecie Gregoriańskim w Rzymie, gdzie uzyskał doktorat z filozofii i teologii. W latach 1932–1933 był wikariuszem w Dynowie. 
W 1933 roku został wykładowcą w Instytucie Teologicznym w Przemyślu. W 1934 roku był sekretarzem Katolickiego Stowarzyszenia Młodzieży Żeńskiej w ramach Akcji Katolickiej. W latach 1935–1937 był sekretarzem Stowarzyszenia Sług Katolickich i zajmował się budową ich domu. Od 1936 roku był rektorem tzw. Niższego Seminarium Duchownego. Podczas okupacji sowieckiej w latach 1939–1941 pracował jako stróż nocny. W 1940 roku był wikariuszem w parafii Przemyśl-Błonie, a od 1941 roku był katechetą szkolnym. 18 czerwca 1943 roku razem z ks. Franciszkiem Twardzickim został przez Niemców mianowany kapelanem międzynarodowego obozu przejściowego dla przymusowych robotników przeznaczonych do robót w Niemczech. Należał do Armii Krajowej, przekazywał metryki dla ukrywających się Żydów. 22 stycznia 1944 roku został aresztowany i osadzony w więzieniu na Montelupich w Krakowie. 24 maja 1944 roku po interwencji bpa Franciszka Bardy został zwolniony z więzienia.
Po powrocie do Przemyśla, 3 czerwca został mianowany prokuratorem Seminarium Duchownego w Brzozowie, a od 22 listopada rektorem. W 1953 roku został przez władze państwowe usunięty ze stanowiska rektora i wyjechał na teren gorzowski, ale tam również go usunięto. W latach 1954–1957 był administratorem parafii Malinówka. W 1957 roku powrócił na stanowisko rektora seminarium. W 1972 roku przeszedł na emeryturę, ale do 1982 roku był wykładowcą ekumenizmu. Zajmował się historią kościołów diecezji przemyskiej. Zmarł 11 lutego 1993 roku.